# Tom Ducrocq
Tom Ducrocq (Nordausques, 25 agosto 1999) è un calciatore francese, centrocampista del Bastia.

## Carriera
Ducrocq è cresciuto nel settore giovanile del Lens con cui ha debuttato il 17 novembre 2018 nell'incontro di Coppa di Francia vinto 2-0 contro il Nogent. Il 31 maggio 2019 ha firmato il suo primo contratto professionistico.
Il 9 luglio 2020 è stato ceduto in prestito al Bastia per una stagione. Dopo aver ottenuto la promozione in Ligue 2, il prestito è stato rinnovato anche per la stagione successiva. Ha esordito nella serie cadetta francese il 24 luglio 2021 nell'incontro pareggiato 1-1 contro il Nîmes.
Il 13 luglio 2022 è stato prestato al Bastia per la terza stagione consecutiva, al termine della quale è passato al club corso a titolo definitivo.

## Statistiche

### Presenze e reti nei club
Statistiche aggiornate al 3 marzo 2024.
| Stagione        | Squadra         | Campionato      | Campionato | Campionato | Coppe nazionali | Coppe nazionali | Coppe nazionali | Coppe continentali | Coppe continentali | Coppe continentali | Altre coppe | Altre coppe | Altre coppe | Totale | Totale | Totale |
| Stagione        | Squadra         | Comp            | Pres       | Reti       | Comp            | Pres            | Reti            | Comp               | Pres               | Reti               | Comp        | Pres        | Reti        | Pres   | Reti   |        |
| --------------- | --------------- | --------------- | ---------- | ---------- | --------------- | --------------- | --------------- | ------------------ | ------------------ | ------------------ | ----------- | ----------- | ----------- | ------ | ------ | ------ |
| 2016-2017       | Lens 2          | N2              | 3          | 0          |                 | -               | -               |                    | -                  | -                  |             | -           | -           | 3      | 0      |        |
| 2017-2018       | Lens 2          | N2              | 20         | 0          |                 | -               | -               |                    | -                  | -                  |             | -           | -           | 20     | 0      |        |
| 2018-2019       | Lens 2          | N2              | 22         | 2          |                 | -               | -               |                    | -                  | -                  |             | -           | -           | 22     | 2      |        |
| 2019-2020       | Lens 2          | N2              | 8          | 0          |                 | -               | -               |                    | -                  | -                  |             | -           | -           | 8      | 0      |        |
| 2018-2019       | Lens            | L2              | 0          | 0          | CF+CdL          | 1+0             | 0               |                    | -                  | -                  |             | -           | -           | 1      | 0      |        |
| 2019-2020       | Lens            | L2              | 0          | 0          | CF+CdL          | 2+2             | 0               |                    | -                  | -                  |             | -           | -           | 4      | 0      |        |
| 2020-2021       | Bastia          | N1              | 30         | 0          | CF              | 0               | 0               |                    | -                  | -                  |             | -           | -           | 30     | 0      |        |
| 2021-2022       | Bastia          | L2              | 17         | 0          | CF              | 3               | 0               |                    | -                  | -                  |             | -           | -           | 20     | 0      |        |
| 2022-2023       | Bastia          | L2              | 32         | 1          | CF              | 4               | 0               |                    | -                  | -                  |             | -           | -           | 36     | 1      |        |
| 2023-2024       | Bastia          | L2              | 26         | 0          | CF              | 1               | 0               |                    | -                  | -                  |             | -           | -           | 27     | 0      |        |
| Totale carriera | Totale carriera | Totale carriera | 158        | 3          |                 | 13              | 0               |                    | -                  | -                  |             | -           | -           | 171    | 3      |        |

## Palmarès

### Club

#### Competizioni nazionali
- Championnat National: 1

Bastia: 2020-2021